# BAIE
BAIE (associació Barcelona Aeronàutica I de l'Espai) es un cluster de aeronáutica y espacio de Cataluña. Hoy BAIE  tiene más de 90 socios. Es miembro de la asociación de clusters aeronáuticos de Europa European Aviation Clusters Partnership.

## Historia
BAIE es  una plataforma creada en noviembre de 2000 que tiene como objetivo promover la región Metropolitana de Barcelona y Cataluña como un escenario competitivo para las actividades relacionadas con la industria aeronáutica y el espacio.

## Sede
Tiene su sede en la ciudad de Barcelona, Edifici Nexus II, del Campus Nord de la Universidad Politécnica de Cataluña.

## Objetivos
Los principales objetivos de la Baie son:
- Desarrollar un clúster para aumentar la actividad de la industria aeroespacial (aeronáutica y espacio) del sector en la Región Metropolitana de Barcelona y en Cataluña.
- Atraer la inversión de las industrias aeroespaciales de la región.
- Establecer relaciones estratégicas, acuerdos de cooperación y de I + D dentro de la comunidad aeronáutica y el espacio, especialmente debido a la proximidad con la zona de Toulouse(sede de Airbus).

## Miembros
| - ABAC ENGINYERIA S.L. - ABERTIS INFRAESTRUCTURAS - AD TELECOM - ALG - APPLUS+ LGAI TECHNOLOGICAL CENTER - ARITEX CADING - ATOS ORIGIN - AUTOSTAMP, SA - CIMNE (UPC) - CIMSA Ingeniería de Sistemas, S.A. - Composites ATE - FICOSA INTERNATIONAL - GESTIÓ I PROMOCIÓ AEROPORTUÀRIA(GPA) - GTD Ingeniería de sistemas y de software - GUTMAR,S.A. MECANICA DE PRECISION - HOFMANN IBÈRICA - IDOM - INDUSTRIA HELICAT & ALAS GIRATORIAS S.L - INDRA ESPACIO S.A. - INGENIA AIE - INHISET | - ISEE 2007 - MAPRO - MAZEL - MIER COMUNICACIONES, S.A. - NTE-SENER S.A. - PRAE TRADE - PROCON SYSTEMS - PROMAUT - RUCKER IBÉRICA - SENER Ingeniería y Sistemas, S.A. - SERRA SOLDADURA, S.A. - SISNEXT Enginery - SOLID ENGINEERING - STARLAB Barcelona, S.L. - TAXIJET - TELSTAR TECNOLOGÍA MECÁNICA, S.L. - ULTRAMAGIC,S.A. - W AERONAUTICA |